# Сьюард (Небраска)
Сьюард (англ. Seward) — город и административный центр округа Сьюард в штате Небраска в Соединённых Штатах Америки.
Согласно переписи 2020 года население города составляло 7643 человека, что заметно меньше, чем было (6964) во время предыдущей переписи 2010 года.

## История
Город Сьюард был основан в 1868 году и получил свое название по названию округа.
В 1873 году через Сьюард была проложена железная дорога.

## География
Город Сьюард входит в состав Линкольнского столичного статистического района Небраски.
По данным Бюро переписи населения США, общая площадь города составляет 4,31 квадратных миль (11,16 км2), из которых 4,27 квадратных миль (11,06 км2) приходится на сушу и 0,04 квадратных мили (0,10 км2) — на водную поверхность.